# Charles Brandon (Politiker)
Sir Charles Brandon (* um 1521; † 12. August 1551 in Alnwick) war ein englischer Ritter und Politiker. Er war ein unehelicher Sohn des Charles Brandon, 1. Duke of Suffolk. Ursprünglich Befehlshaber an der schottischen Grenze und im Feldzug gegen Frankreich im Jahr 1544, saß er ab 1547 für Westmorland im House of Commons des englischen Parlaments. Er ist nicht zu verwechseln mit seinem gleichnamigen Halbbruder Charles Brandon, 3. Duke of Suffolk. Über seine Halbschwester Frances Brandon war er ein Onkel der Neuntagekönigin Jane Grey.

## Leben
Brandons genaues Geburtsdatum und der Name seiner Mutter sind unbekannt. Allerdings gibt es Vermutungen, dass sie ein Mitglied der Familie Seckford war.  Möglicherweise war sie auch die Mutter von Brandons ebenfalls illegitimer Schwester und Suffolks Tochter Frances (nicht zu verwechseln mit ihrer gleichnamigen, legitimen Halbschwester Frances Brandon), da Frances als einzige seiner Geschwister in Brandons Testament bedacht wurde. Erstmals erwähnt wurde Brandon im November 1542, wo er an der Grenze zu Schottland stationiert war und eine Garnison von 200 Soldaten befehligte. Im Januar 1544 wurde er zum Steward und Constable von Sheriff Hutton ernannt, weshalb er verpflichtet war, 50 Soldaten gegen die Schotten bereitzustellen.
Es ist unbekannt, wie viel Kontakt Brandon zu seinem Vater und dessen Familie hatte. Allerdings diente Suffolk zur gleichen Zeit wie Brandon an der schottischen Grenze, wo er das Amt des Warden of the Marches innehatte, einen Verwalterposten, der u. a. für die Grenzsicherheit zuständig war. Es ist daher durchaus möglich, dass Brandon während seiner Zeit an der Grenze zum Gefolge seines Vaters gehörte. Als König Heinrich VIII. im Sommer desselben Jahres gegen Frankreich ins Feld zog, begleitete Brandon ihn und wurde von Suffolk während des Feldzugs 1544 zum Knight Bachelor geschlagen. Im Testament seines Vaters wurde er jedoch nicht erwähnt, da er als Bastard keinen Anspruch auf das Erbe seines Vaters hatte. Im Sommer 1546 diente er wieder in Frankreich und war einer der Männer, von denen gesagt wurde, dass sie „Lanzen brachen und sich ehrenvoll verhielten“. Als Belohnung erhielt er 40 Pfund.
Zu einem unbestimmten Zeitpunkt vor dem Tod seines Vaters hatte Brandon Elizabeth Strangways geheiratet. Seine Frau war eine reiche Erbin, die ein Drittel der Ländereien ihres Vaters erhielt und nach damaligem Recht gingen bei der Heirat alle Güter der Frau in den Besitz ihres Mannes über. Auf diese Weise gewann Brandon Ländereien in Yorkshire, darunter das Schloss und Herrenhaus von Sigston. Beide profitierten von der Verteilung ehemals kirchlicher Besitztümer, wodurch sie mehrere Herrschaftshäuser erhielten. Dabei scheute Brandon sich nicht, sich die Ländereien des ehemaligen Armenhauses Maison Dieu anzueignen, ohne den Armen irgendetwas dafür zu bezahlen oder ihnen auch nur einen Priester zur Verfügung zu stellen.
Im Jahr 1547 erhielt Brandon einen Sitz im House of Commons für die Grafschaft Westmorland. Da er keinerlei Verbindungen zu dieser Grafschaft hatte, wird vermutet, dass er von einflussreichen Adligen unterstützt wurde. Ein möglicher Kandidat ist Henry Clifford, 2. Earl of Cumberland, der über seine Frau Eleanor Brandons Schwager war. Auch Edward Seymour, 1. Duke of Somerset kommt in Frage, da Brandon unter ihm gedient hatte. Er nahm an diversen Sitzungen teil und wurde u. a. als Zeuge vernommen, als William Pickering, sein Nachfolger als Constable von Sheriff Hutton, einen Rechtsstreit um eine Konzession ausfocht.
Am 22. Juli 1551 setzte Brandon sein Testament auf. In ihm erklärte er, es gäbe „keine Erlösung für mich außer durch das kostbare Blut Christi, in dessen Hände ich meine Seele lege“, ein typischer Glaubensgrundsatz der Protestanten. Die Haupterben waren seine Frau und Humphrey Seckford, den er als seinen Cousin bezeichnete. Auch andere Seckfords wurden begünstigt. Seiner Schwester Frances, inzwischen verheiratet mit William Sandon, vermachte er goldene Armreifen. Am 12. August 1551 starb Brandon in Alnwick, Northumberland. Sein Testament wurde im Beisein seines Schwagers Henry Grey, 1. Duke of Suffolk verlesen und am 16. November bestätigt. Da seine beiden legitimen Halbbrüder Henry und Charles Brandon bereits im Juli verstorben waren, starb mit Brandon der letzte Sohn Suffolks.